# Okres Uruk
Okres lub Kultura Uruk – okres dziejów starożytnej Mezopotamii obejmujący większą część IV tysiąclecia p.n.e., przy czym dokładniejszy zakres czasowy jego istnienia jest dyskusyjny – niektórzy badacze zamykają go w l. 3750–3150 p.n.e., inni w l. 4000–3100 p.n.e., a jeszcze inni w l. 4300–3450 p.n.e. Nazwa okresu pochodzi od starożytnego miasta Uruk, na terenie którego odkryto po raz pierwszy liczne znaleziska tej kultury. Jej zasięg terytorialny obejmował przede wszystkim tereny południowej Mezopotamii, a twórcami byli najprawdopodobniej Sumerowie.
W porównaniu do poprzedniego okresu (Ubajd) kulturę Uruk cechuje przede wszystkim bezprecedensowy rozwój techniki i urbanizacji południowej Mezopotamii. Do najważniejszych innowacji technicznych należały: wynalazek radła, które zastąpiło motykę, szybkoobrotowego koła garncarskiego, zastosowanie koła do transportu w konstrukcji pierwszych wozów czterokołowych, a także rozpoczęcie wytopu miedzi. Jednakże najważniejszym wynalazkiem w tym okresie było pismo, które gwarantowało i było wręcz niezbędne do sprawnego funkcjonowania i dalszego rozwoju nowoczesnego miasta-państwa, a także całej cywilizacji.

## Ceramika
Jednym z podstawowych wyróżników kultury Uruk, jak i zresztą większości kultur archeologicznych, jest ceramika, która w przypadku tego okresu również była jednym z wyznaczników jego odrębności. Przede wszystkim, pomimo ewidentnego nawiązania do poprzedniego okresu, ceramika Uruk charakteryzowała się zerwaniem z dekoracją malowaną. Naczynia były nieco smuklejsze i miały kształt dzwonowaty lub flaszowaty. Jako materiał stosowano glinę czerwoną i szarą, stąd też ceramika Uruk dzieli się na czerwoną i szarą. Ta pierwsza była znacznie lepszej jakości.

## Powstanie pisma
Okres Uruk, zaliczany do pierwszego okresu historycznego w dziejach Mezopotamii, był etapem przejściowym od czasów prehistorycznych do historycznych, ściśle nawiązując do tradycji poprzedniego okresu kultury Ubajd, z którego się wyłonił, wnosząc nową jakość w rozwój społeczeństwa mezopotamskiego m.in. w postaci wspomnianych już licznych wynalazków technicznych, a przede wszystkim pisma. Jego pierwsze zabytki, w postaci tabliczek ze znakami piktograficznymi, datowane na ok. 3300–3200 p.n.e., odkryto w Uruk w ruinach świątyni. Nie jest możliwe stwierdzenie, w jakim języku są spisane owe tabliczki, gdyż ich piktograficzny charakter uniemożliwia identyfikację językową. Opierając się na założeniu, że to Sumerowie byli twórcami kultury Uruk to najprawdopodobniej te najstarsze zabytki piśmiennictwa zapisane były w języku sumeryjskim.

## Zmiany demograficzne
Znaczny wzrost urbanizacji południowej Mezopotamii wynikał przede wszystkim ze wzrostu demograficznego ludności tego regionu, a to zjawisko z kolei było efektem z jednej strony sprzyjających warunków bytowania (i co za tym idzie większego przyrostu naturalnego niż w okresach poprzednich) oraz znacznego napływu nowej ludności koczowniczej z północy i wschodu na tereny Mezopotamii. Ludność napływowa, przyciągnięta być może korzyściami z uprawy nawadnianych pól już w okresie Ubajd, osiedlała się głównie przy biegu rzek (Eufrat i Tygrys), wokół starszych ośrodków osadniczych kultury Ubajd (które już od dawna były ośrodkami handlowymi i kultowymi) oraz tworzyła zupełnie nowe osiedla.

## Architektura i sztuka
W stosunku do poprzedniego okresu (Ubajd) zmieniła się architektura i zabudowa miasta – w jego centralnym miejscu stała świątynia, jako budowla już znacznie bardziej okazała, która stała się ośrodkiem administracyjnym miasta i okolic. Miała ona zazwyczaj wydłużony kształt litery ‘T’ z długą centralna nawą. Ściany dekorowano zwykle techniką tzw. mozaiki ćwiekowej (inaczej zwaną mozaiką sztyftową) w różne wzory geometryczne. Podstawowym budulcem obiektów mieszkalnych i świątyń była glina, z której, zwłaszcza pod koniec okresu Uruk, wykonywano suszone cegły, formowane ręcznie w kształcie wydłużonych sztabek. Obok cegieł stosowano także importowany wapień.
Sztuka okresu Uruk poza gliptyką nie wnosi w zasadzie nic oryginalnego – rzeźba, reprezentowana m.in. przez kamienne figurki postaci męskich, nie jest zbyt licznie reprezentowana w znaleziskach archeologicznych tej kultury (będzie ona domeną następnego okresu – Dżamdat Nasr). Zastosowanie metalu – miedzi – ograniczało się tylko do potrzeb użytkowych, czyli wyrobu toporów, grotów strzał itp.

## Miasta kultury Uruk
Do największych miast tego okresu należały m.in.: Uruk, Ur i Lagasz – wszystkie one były centralnymi ośrodkami lokalnych systemów irygacyjnych, a także polityczno-ekonomiczno-religijnymi. Uruk panowało nad osiedlami różnego typu o charakterze typowo wiejskim, jak i bardziej miejskim. O wiele większego znaczenia, niż w poprzednim okresie, nabrały kontakty handlowe z odległymi miastami na terenie Mezopotamii (np. Niniwa) i na wybrzeżu Morza Śródziemnego (Byblos).

## Dziedzictwo
Dorobek okresu Uruk to duże, bardzo dobrze funkcjonujące miasta-państwa zarządzające lokalną polityką i gospodarką z rozwiniętym rolnictwem opartym na budowie sieci kanałów, rzemiosłem oraz handlem o dalekim zasięgu; to także wynalazek pisma, które wyznaczyło nowe tory rozwoju cywilizacji mezopotamskiej.